# هنري جي. لاثام
هنري جي. لاثام هو محامي وقاضي وسياسي أمريكي، ولد في 10 ديسمبر 1908 في بروكلين في الولايات المتحدة، وتوفي في 26 يونيو 2002 في ساوثولد في الولايات المتحدة. نشط حزبياً في الحزب الجمهوري.

## مناصب
- انتخب قاضي (1970 – 1979).
- انتخب Justice of the New York State Supreme Court ‏ (1958 – 1972).
- انتخب عضو جمعية ولاية نيويورك  [لغات أخرى]‏ (1941 – 1942).
- انتخب عضو مجلس النواب الأمريكي [الإنجليزية]‏.